# Betriebskrankenkasse der Schwesternschaft München vom Bayerischen Roten Kreuz
Die Betriebskrankenkasse der Schwesternschaft München vom Bayerischen Roten Kreuz (BKK Schwesternschaft München) war eine deutsche gesetzliche Krankenversicherung aus der Gruppe der betriebsbezogenen Krankenkassen.
Ihren Ursprung hat die Kasse bei der Schwesternschaft München.
Zum 1. Januar 2013 schloss sich die BKK Schwesternschaft München der bereits geöffneten BKK A.T.U an. Die gemeinsame BKK trug den Namen BKK A.T.U mit Sitz in München und Hauptverwaltung in Bergkirchen.

## Weblink
- Ehemalige Website: www.bkk-schwesternschaft.de